# Psilocerea pallidizona
Psilocerea pallidizona är en fjärilsart som beskrevs av Claude Herbulot 1959. Psilocerea pallidizona ingår i släktet Psilocerea och familjen mätare. Inga underarter finns listade.